# Service météorologique national d'Argentine
Le Service météorologique national d'Argentine (en espagnol Servicio Meteorológico Nacional SMN) est l'institution chargée de collecter les données en temps réel et prévoir l'évolution future de conditions météorologiques, hydrométéorologiques, agrométéorologiques et géophysiques connexes. Ceci inclut la diffusion d'avis et alertes et de conseil dans ces domaines au public, au secteur commercial et aux activités militaires. Le SMN représente aussi l'Argentine aux organisations internationales liées à l'atmosphère et à l'aérospatiale.

## Histoire

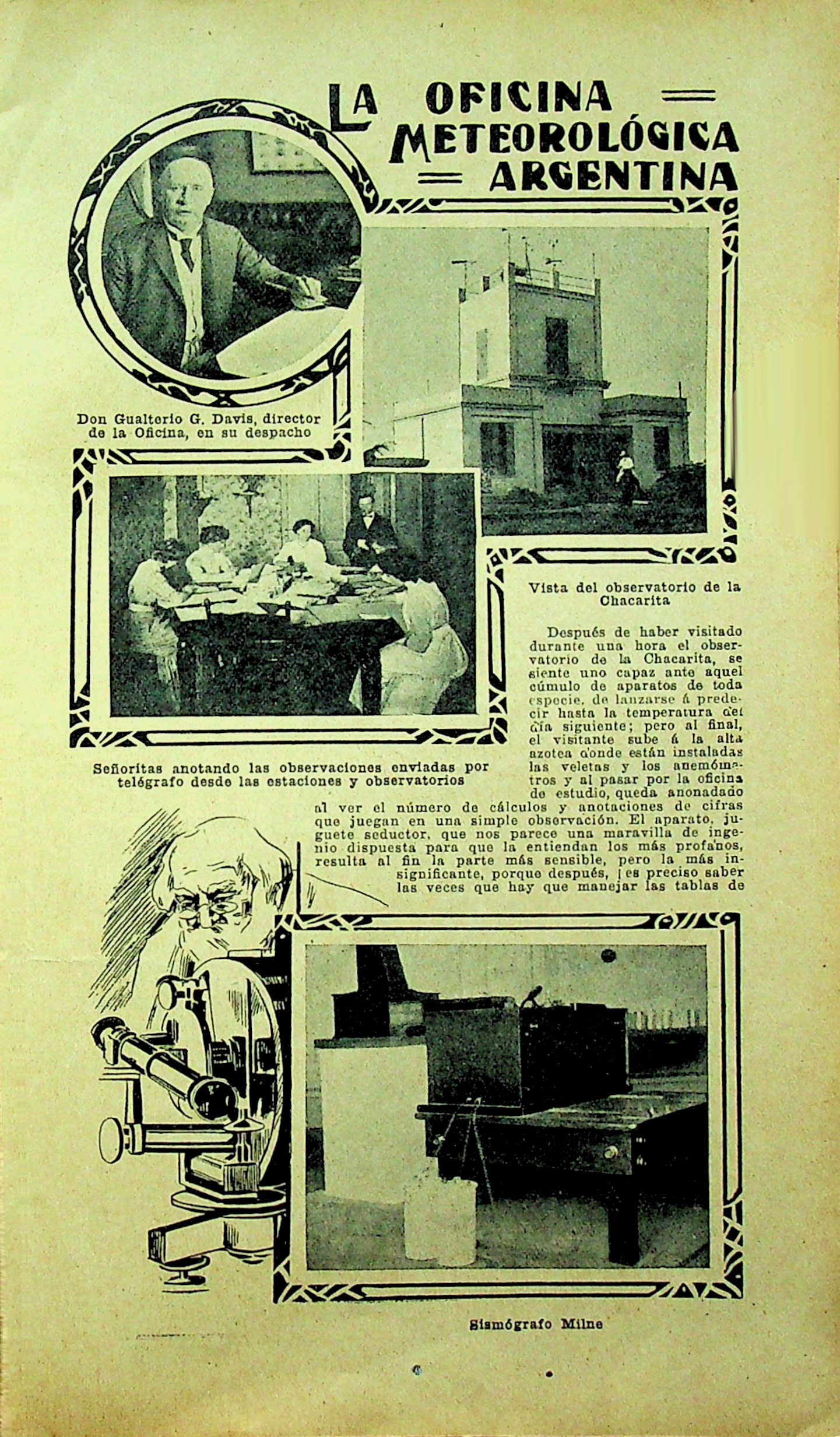
Publication de l’Office météorologique argentin de 1911.

Dans la seconde moitié du XIXe siècle, certains pays de l'hémisphère Nord ont éprouvé le besoin de créer leur propre service météorologique. L'Argentine, confrontée à son climat et les besoins de son agriculture a été pionnière en la matière, dans l'hémisphère Sud. Le 4 octobre 1872, sous la présidence de Domingo Faustino Sarmiento, le Congrès vota la loi 559 par laquelle fut créé l’Office météorologique argentin (OMA), dépendant du ministère de la justice, des cultes et de l'instruction publique, avec le Dr Benjamin Apthorp Gould comme premier directeur,. Celui-ci l'un des premiers fondés dans le monde et le premier en Amérique du Sud.
Le premier réseau national de stations météorologiques et d'observations géomagnétiques a été établi en 1873. Plus tard cette année-là, du 2 au 16 septembre, l'OMA a assisté au Congrès météorologique international à Vienne, Autriche-Hongrie. Le Congrès météorologique international de 1873 a approuvé l'étude de la création de l'Organisation météorologique internationale qui vit le jour quelques années plus tard et dont l'OMA fit partie,. Les premières observations de rayonnement solaire ont été faites en 1874 à Cordoba. En 1875, l'Argentine a effectué le premier échange international de données météorologiques avec le Chili voisin.
L'OMA a été transférée en 1898 au ministère national de l'agriculture. En juillet 1924, il est renommé Direction météorologique, et en septembre 1927, Direction de la  météorologie.
Le 28 septembre 1935, l'OMA, devient la Direction de la météorologie, de la géophysique et de l'hydrologie. En mai 1945, il devient finalement le Service National de la Météorologie (SMN), dépendant du Secrétariat de l'aéronautique.
Le 9 mars 1950, la SMN a été transférée au ministère des Affaires techniques jusqu'au 22 juin 1954, date à laquelle il est entré sous la tutelle du ministère de l'agriculture et de l'élevage. Le SMN est devenu membre de l'Organisation météorologique mondiale le 31 janvier 1951. Du 7 mai 1957 à octobre 1966, le service change encore pour relever du ministère de l'aéronautique. À cette dernière date, il est transféré directement au commandement de la Force aérienne argentine sous la dictature du général Juan Carlos Onganía. Le 1er janvier 2007, par décret de l'exécutif national, le SMN a été transféré au secrétariat du plan du ministère de la Défense, revenant à la sphère civile. Les besoins opérationnels de l'Armée de l'Air reposent désormais avec le Service de météorologie militaire.

## Structure

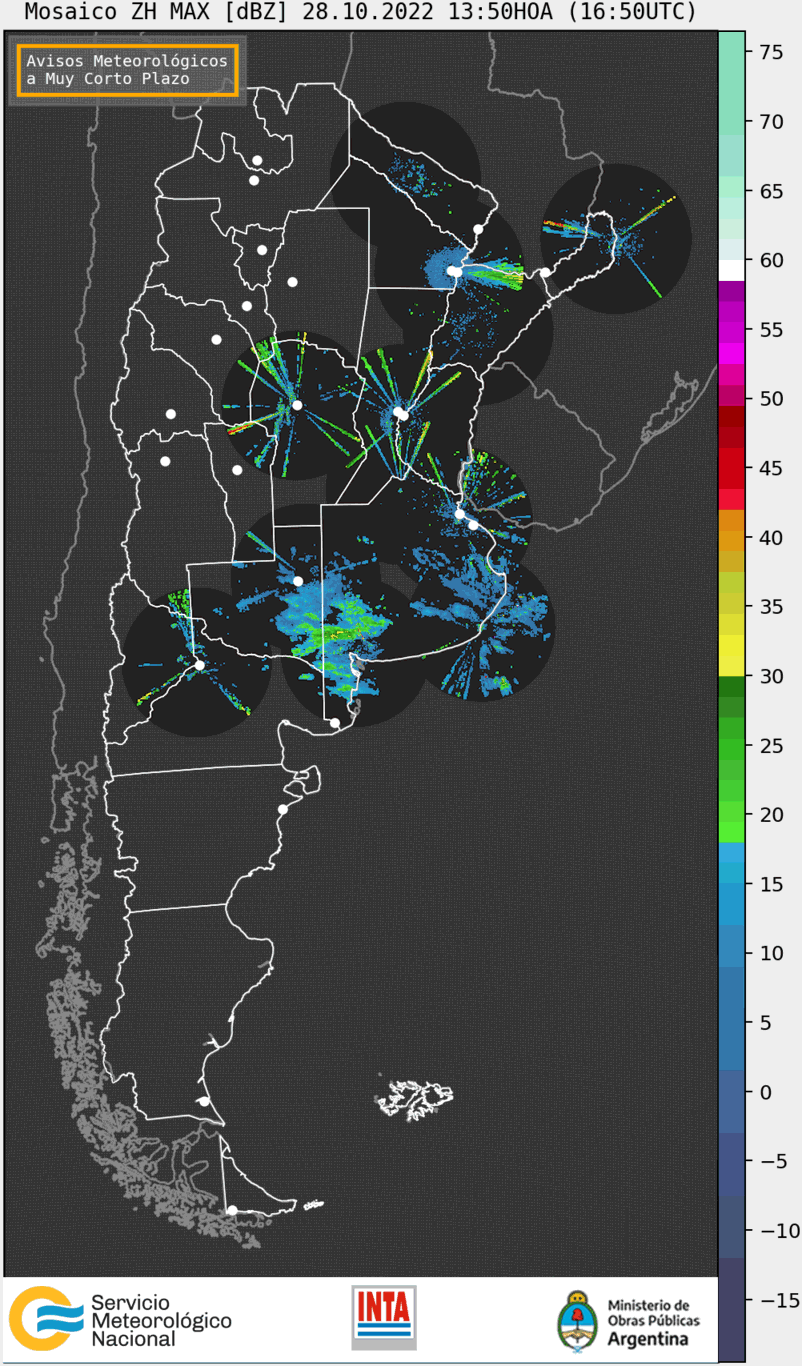
Composite radar argentine.

Le réseau de stations d'observation est composé de 125 stations météorologiques synoptiques en surface, dont certains sites de radiosondages, sur le territoire argentin et sa zone antarctique. Certaines stations mesurent le rayonnement solaire et l'ozone en plus des paramètres réguliers comme la température, les précipitations et le vent. La station d'Ushuaia (VAG-Ushuaia) fait partie du réseau international Global Atmosphere Watch de 31 stations mondiales et de plus de 400 stations régionales impliquant 80 pays, dans le but de produire des données pertinentes pour l'étude et la surveillance du changement climatique et de la qualité de l'air.
Le SMN est présent en Antarctique depuis 1904 avec 6 stations de surface à Orcadas, Marambio, Carlini, Esperanza, San Martín et Belgrano II, où il développe ses propres projets et activités scientifiques avec d'autres organisations nationales et internationales.
Quatorze (14) bureaux météorologiques d'aérodrome, 5 bureaux de surveillance météorologique et 1 bureau d'information météorologique préparent ou diffusent les prévisions météorologiques ainsi que les alertes pour l'aviation. Le centre de Buenos Aires est également un des 9 centres régionaux spécialisés désignés par l'OACI afin de suivre et prédire le déplacement des cendres volcaniques (VAAC) de plus de 150 volcans du continent sud-américain.